# Hans-Rudolf von Gaertner
Hans-Rudolf von Gaertner, manchmal auch Gärtner, (* 3. April 1906 in Berlin; † 23. April 1982 in Hannover) war ein deutscher Geologe.

## Leben
Er wurde 1931 an der Universität Göttingen bei Hans Stille promoviert (Geologie der zentralkarnischen Alpen). 1930 bis 1939 war er an der Preußischen Geologischen Landesanstalt. Er war Direktor an der Bundesanstalt für Geowissenschaften und Rohstoffe in Hannover und daneben Dozent an der Universität Hamburg (er hatte den Professorentitel).
1965 erhielt er die Hans-Stille-Medaille. Ebenfalls seit 1965 war er Mitglied der Leopoldina. Er war Schriftleiter der Zeitschrift der Deutschen Geologischen Gesellschaft.

## Schriften
- Zur Kenntnis des nordwestdeutschen Posidonienschiefers, Beihefte zum Geologischen Jahrbuch, Band 58, 1968
- Montagne Noire und Massiv von Mouthoumet als Teile des südwesteuropäischen Variszikums, Abh. Kgl. Ges. Wiss. Göttingen, Math.-Naturwiss. Klasse, Folge 3, Heft 17, 1937, Beiträge zur Geologie der westlichen Mediterrangebiete Nr. 18 (mit Anhang von Franz Angel zur Petrographie)